# Breidablik
In de Noordse mythologie is Breidablik (in het IJslands Breiðablik geschreven)  (Breedglans of Wijdeglans) het zevende van twaalf hoofdpaleizen in Asgard, namelijk dat van Baldr waar hij samen met zijn vrouw Nanna woont. Het paleis heeft een zilveren dak en wordt met gouden zuilen gestut.